# Pacificazione del Tonchino
La pacificazione del Tonchino (1886-1896) fu una lenta e alla fine vittoriosa campagna militare e politica intrapresa dalla Francia, a seguito della campagna del Tonchino e della guerra franco-cinese, per radicare il protettorato francese nel Tonchino e per reprimere il movimento Cần Vương, una rivolta vietnamita antifrancese.

## Contesto

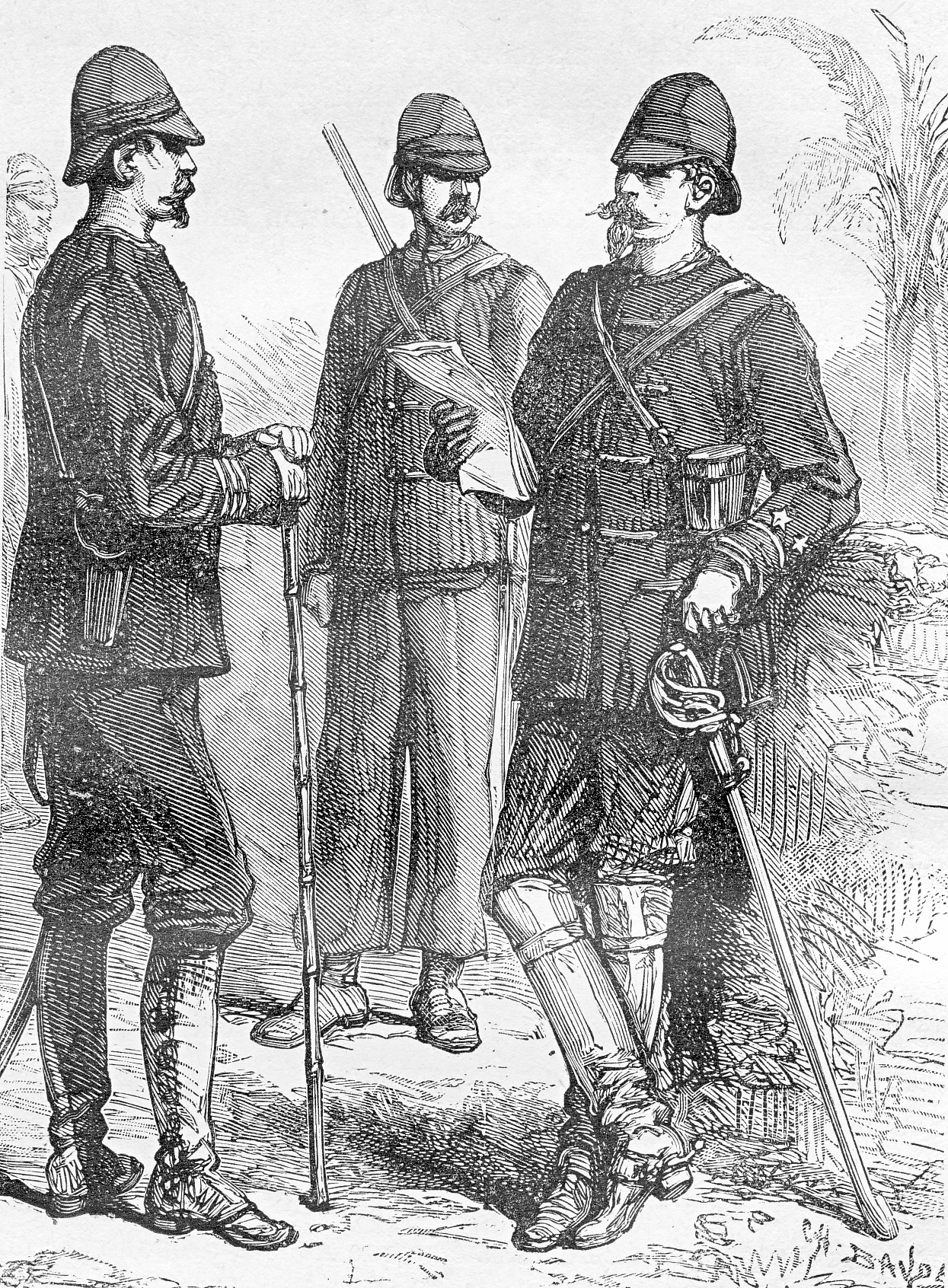
Il generale Edouard Ferdinand Jamont (1831-1918), primo comandante della divisione di occupazione del Tonchino

Dopo la conquista della Cocincina (Vietnam meridionale) negli anni 1870, i francesi tentarono di estendere la loro influenza sul Tonchino (Vietnam settentrionale). Un primo, fallito, tentativo di intervento fu compiuto dalla spedizione Garnier nel 1873. Nove anni dopo, nell'aprile 1882, con la battaglia di Hanoi (1882), Henri Rivière si impadronì della cittadella di Hanoi, inaugurando il secondo intervento francese. L'impresa di Rivière finì in un disastro un anno dopo, con la sconfitta francese ad opera dell'Esercito della bandiera nera di Liu Yongfu nella battaglia di Cầu Giấy del 19 maggio 1883. Il governo colonialista di Jules Ferry inviò rinforzi nel Tonchino per vendicare la sconfitta.
Nell'agosto 1883, in seguito alla vittoria dell'ammiraglio Amédée Courbet nella battaglia di Thuận An, la corte vietnamita fu costretta, con il trattato Harmand ed il successivo e più mite trattato Patenôtre, a riconoscere un protettorato francese sia sull'Annam che sul Tonchino. Gli sforzi dei francesi per radicare il loro protettorato nel Tonchino furono complicati dallo scoppio della guerra franco-cinese (agosto 1884), che vincolò ingenti forze francesi intorno a Hưng Hóa e Lạng Sơn, e successivamente dallo scoppio della rivolta del movimento Cần Vương (luglio 1885), che richiese il trasferimento di forze francesi dal Tonchino all'Annam. Quando la guerra franco-cinese si concluse nell'aprile 1885, c'erano 35000 soldati francesi nel Tonchino, ma l'area sotto il controllo francese era limitata al delta del fiume Rosso. Tra l'aprile 1885 e l'aprile 1886 le truppe francesi si spinsero fino al confine con la Cina, innalzando il tricolore e istituendo posti di dogana a Lào Cai e presso altri valichi di frontiera con le province cinesi dello Yunnan e del Guangxi. Ampie zone del territorio tonchinese rimanevano comunque sotto il controllo di gruppi di insorti.
La campagna del Tonchino, che iniziò nel 1883 e vide la Francia impegnata contro vari nemici, comprese le forze vietnamite sotto il comando del principe Hoàng Kế Viêm, l'Esercito della bandiera nera e infine gli eserciti cinesi dello Yunnan e del Guangxi, si concluse ufficialmente all'inizio del 1886. Su raccomandazione del generale Charles-Auguste-Louis Warnet (1828-1913), comandante in capo del Corpo di spedizione del Tonchino, il Tonchino fu dichiarato "pacificato" nell'aprile del 1886 e questo risultato fu simboleggiato dal declassamento del corpo di spedizione in una divisione di occupazione sotto il comando del generale Ferdinand Jamont (1831-1918). Dichiarare "pacificato" il Tonchino aveva uno scopo puramente di politica interna francese: stava infatti crescendo in Francia l'opposizione alle avventure coloniali nel Tonchino. La realtà era invece quella di continue insurrezioni a bassa intensità.

## Carattere dell'insurrezione del Tonchino
L'insurrezione del movimento Cần Vương, scoppiata nell'Annam nel luglio 1885 dopo la fuga di Hàm Nghi da Huế, fu dipinta dagli insorti come una lotta patriottica per "aiutare il re". L'insurrezione nel Tonchino fu più complessa. Molti degli insorti combattevano per motivi patriottici, ma altri volevano semplicemente sfruttare l'anarchia che regnava in gran parte del Tonchino alla fine della guerra franco-cinese. Gli eserciti cinesi che avevano combattuto nella guerra si ritirarono come previsto dal Tonchino nei mesi di maggio e giugno del 1885, ma i loro ranghi erano ormai pieni di volontari vietnamiti e di coscritti. Questi uomini, non pagati da mesi, furono semplicemente lasciati in Tochino a cavarsela da soli. Conservarono le armi e si sostennero con il brigantaggio, in molti casi riparandosi dietro la retorica patriottica del movimento Cần Vương. I francesi, anche se si rifiutavano di ammettere che i "briganti", i "banditi" e i "pirati" in armi contro di loro potessero avere nobili motivazioni, erano ben consapevoli di combattere nel Tonchino nemici diversi tipi.
Le Bandiere nere continuarono a combattere i francesi nel Tonchino dopo la fine della guerra franco-cinese e quelle rifugiatesi in Cina ricevettero richieste di assistenza dalle forze antifrancesi del Vietnam. Con il sostegno della Cina, i pirati vietnamiti e cinesi combattevano contro i francesi a Lạng Sơn negli anni 1890, vendevano le donne del Tonchino e, insieme ai commercianti di oppio, si scontravano con la Legione straniera francese. I banditi e i pirati includevano tra le loro file dei nùng. Adottando il loro abbigliamento e la loro acconciatura, i pirati e gli esiliati cinesi potevano farsi passare per nùng. Pirati cinesi e nùng combatterono contro i mèo. Alcuni pirati che avevano combattuto i francesi si trovavano tra i tay. Le azioni antifrancesi in Vietnam furono a lungo argomento di libri, rapporti e articoli.

## Le tattiche francesi e quelle degli insorti

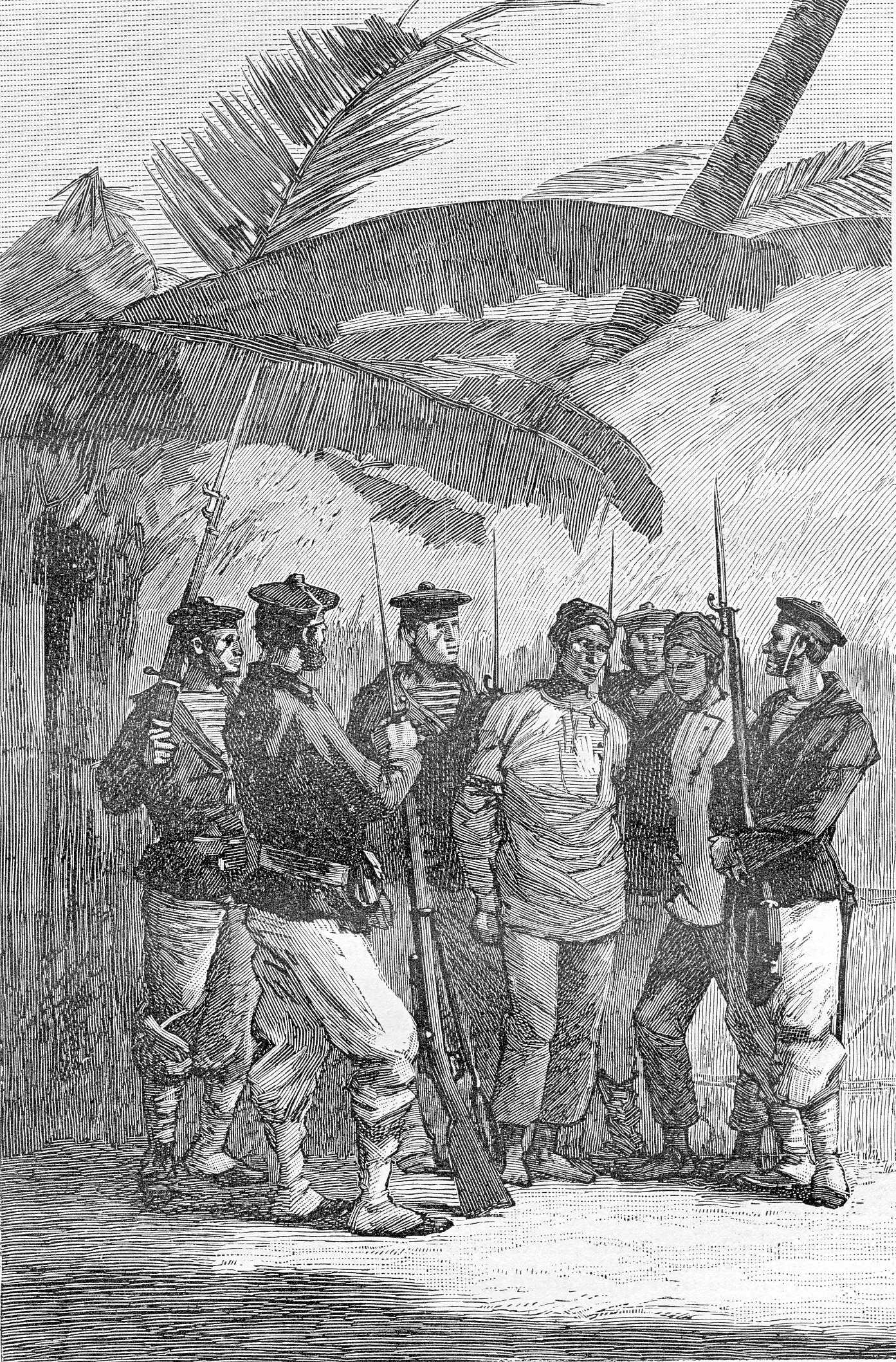
Marinai francesi arrestano un sospetto capo pirata in un villaggio tonchinese, 1886

Il terreno del Tonchino era ideale per le tattiche di attacco e fuga utilizzate dagli insorti. Nel delta piatto e fertile, gli insorti erano in grado di spostarsi da un villaggio all'altro molto più rapidamente dei francesi, muovendosi lungo gli argini che separavano le risaie allagate. I villaggi tonchinesi erano solitamente circondati da muri di terra, stagni e fitte siepi di bambù, e di conseguenza erano difficile da attaccare. Se una banda di insorti veniva individuata dai francesi, poteva scegliere di disperdersi o di rafforzare le fortificazioni del villaggio e logorare i francesi combattendo una battaglia difensiva. Nelle regioni montuose dell'interno gli insorti potevano sfruttare la scarsità di sentieri e le difficoltà che i francesi incontravano nel rifornire le loro colonne per costruire dei covi in punti quasi inaccessibili. Da questi nascondigli si sparpagliavano nelle regioni circostanti, tendendo imboscate ai distaccamenti nemici: poiché i soldati francesi erano spesso malati ed esausti, queste imboscate avevano talvolta successo.
Per contrastare queste tattiche, i francesi utilizzarono le colonnes panachées, così chiamate perché di solito erano costituite sia da truppe europee sia da truppe native. In genere una colonna conteneva legionari e fanti di marina, supportati da compagnie di fucilieri tonchinesi. Per scovare i banditi, i francesi dovevano marciare nelle foreste basandosi su informazioni imprecise e spesso fuorvianti. Quando scoprivano le loro posizioni, attaccavano, ma nella maggior parte dei casi erano già state abbandonate. Era una lotta faticosa e frustrante, che non si interrompeva nemmeno durante il caldo e le piogge dell'estate. I soldati della Legione straniera impararono presto che era più misericordioso fucilare i compagni feriti che non riuscivano a tenere il passo delle colonne in marcia, piuttosto che lasciarli catturare e torturare a morte dai banditi.
Per diversi anni i francesi ottennero frustranti risultati dagli enormi sforzi militari che stavano compiendo per schiacciare l'insurrezione. Ciò era dovuto soprattutto alla dualità del comando. I comandanti regionali avevano solo poteri militari e in tutte le loro operazioni dovevano ottenere il consenso delle autorità locali e degli abitanti delle province amministrative corrispondenti alla loro regione. Gli stessi residenti erano assistiti da mercanti che improvvisavano i trasporti da cui dipendeva il rifornimento di cibo e munizioni alle postazioni, e non c'era possibilità di rivalsa nei confronti di questi imprenditori nel caso non rispettassero i loro impegni. L'azione militare in queste condizioni non poteva essere né rapida né sicura. L'insurrezione riprendeva non appena le colonne se ne andavano e l'installazione di postazioni in alcuni punti importanti non riuscì, come si sperava, a far guadagnare ai francesi il controllo del paese. I francesi ottennero comunque alcuni successi e, alla fine del 1890, il delta era quasi pacificato. Le bande di insorti erano state respinte nell'Alto Tonchino.

## Progressi nella pacificazione

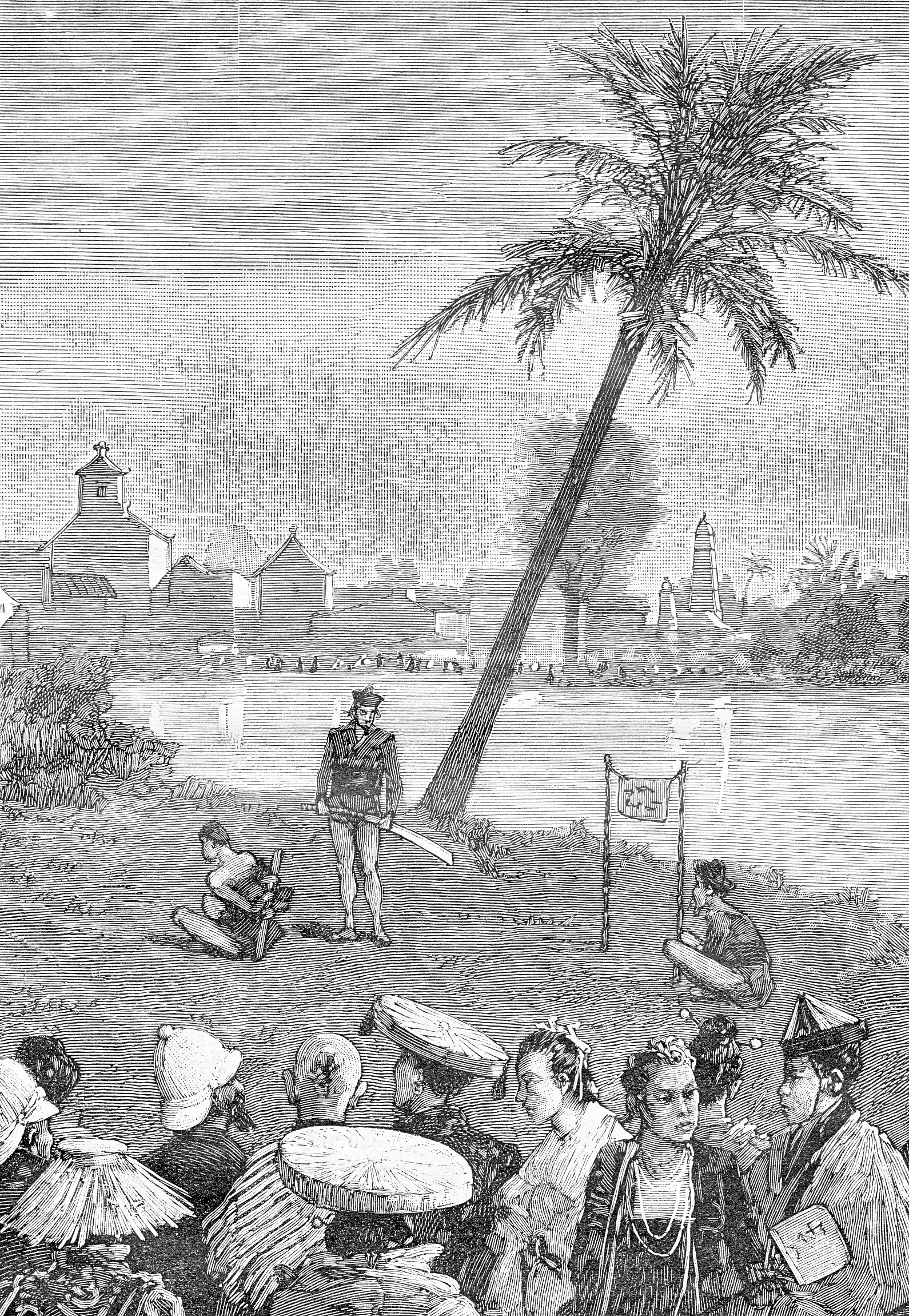
Esecuzione di un capo pirata ad Hanoi, 1886. I pirati, quando venivano catturati dai francesi, di solito non vivevano a lungo.

Fuori dall'area del delta del fiume Rosso, i francesi ebbero minori difficoltà. La prima grande vittoria francese contro gli insorti, a Ba Đình nel gennaio del 1887, fu dovuta più alla follia del comandante vietnamita Dinh Cong Trang, che sfidò deliberatamente i francesi in una battaglia campale vicino al confine tra Annam e Tonkin, che all'abilità dell'alto comando francese. La sconfitta vietnamita a Ba Đình fu un disastro per il movimento Cần Vương nell'Annam e costò la vita a molti insorti vietnamiti.
Il crollo del movimento Cần Vương nell'Annam, alla fine del 1888 non fece però diminuire in modo significativo i problemi che i francesi dovevano affrontare nel Tonchino. Due mesi dopo la cattura del giovane re vietnamita Hàm Nghi, nell'ottobre 1888, una colonna francese di 800 uomini al comando del tenente colonnello Gustave Borgnis-Desbordes subì pesanti perdite (95 tra morti e feriti) mentre scacciava una forza di insorti dai villaggi di Chợ Mới e Chợ Chu sul fiume Sông Cầu.
Tuttavia, anche se la resistenza continuava dietro le loro linee, i francesi erano riusciti ad ampliare, lentamente ma inesorabilmente, la loro zona di occupazione. Nel Tonchino occidentale, una colonna al comando dello chef de bataillon Bergougnioux risalì il Fiume Chiaro e occupò Bac Muc e Vinh Thuy nel maggio 1886. Il 1º settembre 1887 i francesi occupano Hà Giang. Una colonna al comando del colonnello Brissaud penetrò quasi fino al confine con il Siam e sgominò le truppe siamesi che avevano approfittato del caos del Tonchino per attraversare la frontiera e occupare la piccola città di Dien Bien Phu.
Nel Tonchino settentrionale il comandante Servière attraversò la regione tra Lạng Sơn e il passo di Zhennan a Cua Ai, e protesse le operazioni della commissione per la delimitazione dei confini tra Vietnam e Cina istituita dal Trattato di Tientsin. Servière disperse diverse bande di insorti che operavano intorno a Lạng Sơn e stabilì una postazione a Chi Ma, sul confine tra Tonchino e Guangxi. Nel novembre 1886 una grande spedizione al comando del generale Mensier scacciò gli insorti da altre località vicino al confine tra Tonchino e Guangxi e occupò l'importante città di frontiera di Cao Bằng.
Alcuni progressi furono compiuti anche nel Tonchino orientale, una regione che aveva visto pochi combattimenti durante la guerra franco-cinese, ancora quasi inesplorata dai francesi. Tra il 1886 e il 1888 la divisione navale del capitano de vascello de Beaumont diede la caccia ai pirati che ancora infestavano la baia di Ha Long e la maggior parte delle coste del delta e completò il lavoro che l'ammiraglio Amédée Courbet aveva iniziato nel 1884. Il territorio selvaggio tra Lạng Sơn e il confine con il Guangdong, che i francesi non erano riusciti a sottomettere durante la guerra con la Cina, finì sotto il loro controllo con l'occupazione di Tiên Yên, Hà Cối e Móng Cái. Un presupposto fondamentale per queste operazioni fu il completamento del rilievo della costa del Tonchino da parte dell'idrografo La Porte, che riprese il lavoro iniziato nel 1883 da Renaud e Rollet de l'Isle. Il momento di gloria di La Porte arrivò quando, a seguito di questa indagine, guidò personalmente le cannoniere francesi lungo gli stretti canali fluviali fino a Móng Cái, permettendo ai francesi di affrontare le difese della città con una forza schiacciante. Móng Cái fu occupata dai francesi nel dicembre 1886. La Porte coronò la sua carriera effettuando una triangolazione generale del Tonchino, da Haiphong a Hưng Hóa e a Phủ Lạng Thương (oggi Bắc Giang), basandosi su una serie di mappe topografiche prodotte dal 1883 dagli ufficiali del genio militare. Infine, una colonna di 600 soldati e 400 coolie al comando del tenente colonnello Alphonse Dugenne, l'eroe dell'imboscata di Bắc Lệ del giugno 1884, marciò lungo la pianura costiera del Tonchino orientale fino al confine cinese ed esplorò l'entroterra scarsamente popolato e montuoso che si estendeva fino a Lạng Sơn. Nel gennaio 1887 i francesi completarono la loro penetrazione nel Tonchino orientale scacciando le bande di insorti dalla penisola di Pak Lung (白龍尾T, 白龙尾S, Bái lóng wěiP), una regione di confine contesa tra Vietnam e Cina. Nel luglio 1887 la penisola fu assegnata alla Cina dalla commissione per la delimitazione dei confini.

## Una soluzione politica e militare

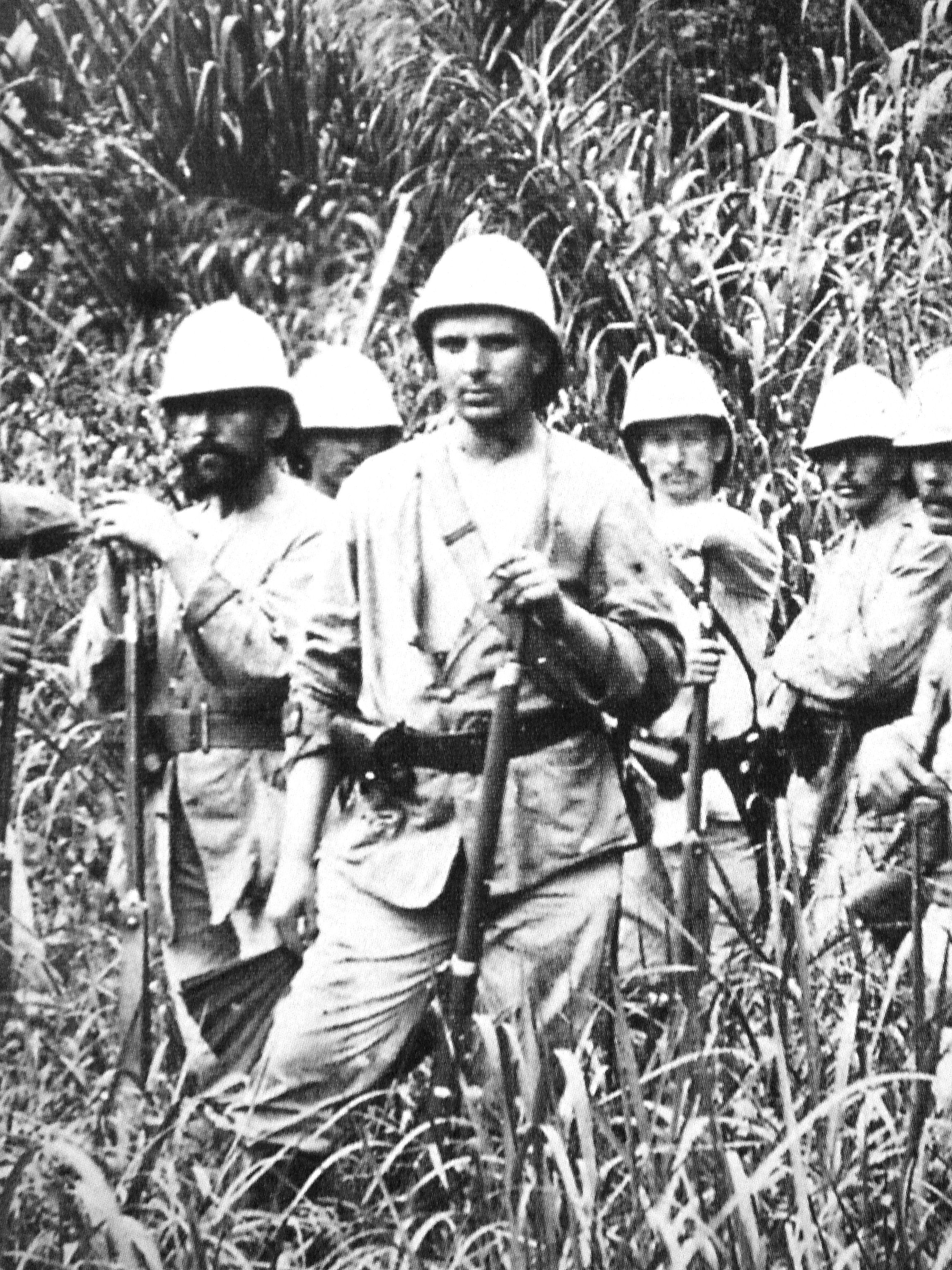
Soldati francesi nel Tonchino, 1890 circa

La situazione nel Tonchino cambiò finalmente a favore della Francia con la nomina di Jean-Marie de Lanessan a governatore generale dell'Indocina nel 1891. De Lanessan, un amministratore abile, intelligente ed energico, mise rapidamente in atto le misure amministrative che avrebbero permesso ai comandanti militari prima di contenere e poi di dominare l'insurrezione. Agendo nella maniera opposta rispetto ai suoi predecessori, richiamò le ingombranti unità della milizia nel delta e restituì il controllo della regione montuosa del Tonchino ai militari. Divise l'Alto Tonchino in quattro territori, incentrati rispettivamente su Sept Pagodes (oggi Phả Lại), Lạng Sơn, Sơn Tây e Sơn La, e pose ogni territorio agli ordini di un comandante militare a cui furono affidati (sotto la sua supervisione) anche i poteri civili di un résident supérieur. Questa concentrazione di potere militare e civile nelle mani di un piccolo numero di ufficiali era potenzialmente pericolosa, ma de Lanessan si trovò in ottimo accordo con il generale Duchemin, comandante dell'esercito nel Tonchino, e riuscì a garantire che i comandi andassero ai migliori ufficiali disponibili. Tra questi uomini c'erano il tenente colonnello Théophile Pennequin, che sviluppò la famosa tattica della "macchia d'olio" (tache d'huile), che si sarebbe rivelata molto efficace nello stroncare l'insurrezione, i colonnelli Joseph Gallieni e Servière, e lo chef de bataillon Hubert Lyautey. De Lanessan fu fortunato: Duchemin e i suoi immediati subordinati erano tra i migliori soldati in servizio nell'impero coloniale francese e due di loro, Joseph Gallieni e Hubert Lyautey furono in seguito nominati Marescialli di Francia.
Questo gruppo di amministratori e soldati di talento perseguì gli obiettivi francesi nel Tonchino con un'accorta miscela di azione politica e militare. L'azione politica venne prima di tutto. De Lanessan e Gallieni concordarono sul fatto che il compito più importante per i francesi era quello di gaudagnare la popolazione alla loro parte. Se si fosse riusciti a convincere i contadini comuni del Tonchino che il dominio francese era preferibile all'anarchia, essi avrebbero collaborato con la potenza coloniale, gli insorti sarebbero stati isolati e la vittoria militare sarebbe stata assicurata. Di conseguenza i francesi si impegnarono a dimostrare i vantaggi del loro dominio. Furono costruite strade e sentieri per collegare le postazioni francesi, consentendo alle piccole colonne militari di spostarsi rapidamente da un luogo all'altro. Quando divenne più facile per i francesi proteggere dalle depredazioni dei banditi gli abitanti dei villaggi rispettosi della legge, la fiducia tornò gradualmente. Nei villaggi furono costruiti mercati e scuole e si crearono le condizioni per far rifiorire l'agricoltura, l'industria e il commercio.
Vedendo che i francesi erano intenzionati a restare e che erano sempre più capaci di imporre la legge e l'ordine, i tonchinesi cominciarono gradualmente ad opporsi agli insorti. I francesi iniziarono a ricevere preziose informazioni sulla posizione delle bande di guerriglieri. Alla fine, si sentirono abbastanza sicuri da formare unità di milizia locale per proteggere i villaggi, finalmente certi che i loro fucili sarebbero stati rivolti contro i banditi e non contro di loro. La bilancia pendeva decisamente a sfavore degli insorti che, una volta persa la simpatia della popolazione locale, non avevano più speranza di vincere.
Migliorata la situazione dal punto di vista politico, i francesi furono quindi in grado di applicare con notevole successo il metodo della "macchia d'olio" di Pennequin. Questo metodo prevedeva la costruzione di una barriera di solide postazioni, strategicamente posizionate, per respingere poco a poco gli insorti, occupare efficacemente il territorio conquistato e stabilire nuove postazioni più avanti. I francesi non entravano in un nuovo territorio se prima non avevano preso il controllo di quello precedentemente occupato. L'invio di colonne militari divenne un'eccezione, utilizzata solo per raggiungere un obiettivo chiaro che non poteva essere raggiunto con mezzi politici.

## Crollo graduale dell'insurrezione
In questo modo, tra il 1891 e il 1896 i francesi riuscirono a ridurre il numero degli ultimi centri di resistenza nel Tonchino. Nel novembre 1891 si assicurarono finalmente il controllo del massiccio di Đông Triều, una spina nel fianco dal 1884, e dispersero i guerriglieri cinesi che vi avevano a lungo operato. I problemi nella regione si placarono immediatamente dopo la morte del leader degli insorti Luu Ky, avvenuta pochi mesi dopo. Nel marzo 1892 i francesi distrussero le ultime concentrazioni di banditi nella regione di Yên Thế. Questa remota e boscosa regione montuosa tra Tuyên Quang e Thái Nguyên era stata occupata durante la guerra con la Cina da bande di guerriglieri e da allora era tenuta dai capi banditi Ba Phuc, De Nam e De Tham. Sebbene nello Yên Thế le truppe francesi continuassero a scontrarsi con i banditi fino alla morte di De Tham nel 1913, questi ultimi non costituivano più una seria minaccia per l'ordine pubblico. Con la rimozione di questi due punti di resistenza, i francesi furono in grado di ridurre a un livello molto basso le loro operazioni militari nel Tonchino. Gli insorti, un tempo così temibili, si erano ridotti a rapire funzionari francesi e vietnamiti e a chiedere un riscatto per la loro liberazione. Erano diventati un fastidio piuttosto che una minaccia. I rastrellamenti e i pattugliamenti di routine da parte di singole compagnie erano ormai sufficienti a sorvegliare sia il delta che le regioni montuose e nel 1896 i politici francesi poterono parlare di "pacificazione" del Tonchino con autentica convinzione.

## Sicurezza di frontiera
Mentre l'ordine interno veniva ristabilito, si procedeva a mettere in sicurezza il confine con la Cina. Questo confine era stato a lungo poroso e le bande cinesi approfittavano della debolezza delle guarnigioni di frontiera francesi per entrare nel Tonchino, saccheggiare quanti più villaggi possibile e poi ritirarsi in Cina prima che i francesi potessero raggiungerli. Nel 1887 la Cina e la Francia avevano concordato la delimitazione della frontiera, ma questo accordo si rivelò quasi inutile nella pratica, perché le autorità cinesi nei distretti di frontiera favorivano attivamente le attività dei predoni, anche perché le bande di razziatori erano spesso composte da gruppi di soldati regolari degli eserciti del Guangxi e dello Yunnan. Alcuni comandanti francesi, in particolare Gallieni, razziarono per rappresaglia alcuni villaggi sul lato cinese del confine o condussero operazioni di "inseguimento", entrando nel territorio cinese per rintracciare le bande di predoni. Formalmente, Francia e Cina godevano di ottime relazioni ed entrambi i governi chiudevano un occhio su queste incursioni. La sicurezza della frontiera del Tonchino fu finalmente raggiunta negli ultimi anni del XIX secolo, dopo che i francesi ebbero costruito lungo i confini con la Cina una serie di fortini dove dislocarono un numero di soldati sufficiente a scoraggiare le incursioni.